# مساعدة الجاذبية الهوائية
إن مساعدة الجاذبية الهوائية، أو اختصارًا AGA، هي حركة مناورة لمركبات الفضاء تم تصميمها لتغيير السرعة عند الوصول إلى جسم في الهواء الجوي. ولا تستغل طريقة مساعدة الجاذبية المجردة إلا جاذبية الجسم في تغيير مسار المركبة الفضائية. والتغير في الاتجاه مقيد بمقدار حجم الجسم وإلى أي مدى يمكن الاقتراب منه. وتقدم مساعدة الجاذبية الأرضية دنوًا أكثر في حالة الكواكب، المنتشرة في صفحة الكون، ولذا يمكن للمركبة الفضائية الاستفادة من الرفع الديناميكي الهوائي لزيادة انعطاف مسارها. وهذا يمكن المركبة الفضائية من الانحراف بزاوية أكبر، مما يؤدي إلى دلتا في (التغير في السرعة). وهذا بدوره يقصر من وقت الانتقال أو زيادة عامل الحمولة للمركبة الفضائية أو تصغير حجم المركبة الفضائية المصممة لحمولة معينة.
وتعمل التقنيات القريبة مثل احتجاز الهواء والكبح الجوي وإعادة الدخول في الغلاف الجوي هي الأخرى على الاستفادة من الضغط الجوي للجسم في تقليل متطلبات الدفع. ومع ذلك، عند استخدام طريقة مساعدة الجاذبية الأرضية لا يكون استخدام الضغط الجوي لتقليل سرعة المركبة الفضائية هو الهدف الأساسي بل الشغل الشاغل هو تغيير الاتجاه بمقدار كبير.
ولا تزال طريقة مساعدة الجاذبية الهوائية قيد التنظير ولم تطبق على أرض الواقع حتى الآن.